# St. Angelariy Peak
Der St. Angelariy Peak (englisch; bulgarisch връх Св. Ангеларий wrach Sw. Angelarij) ist ein felsiger, teilweise unvereister und 850 m hoher Berg an der Oskar-II.-Küste des Grahamlands auf der Antarktischen Halbinsel. Im Metlichina Ridge ragt er 4,75 km südlich des Wischna-Passes, 2,8 km westlich des Andreew-Nunataks, 7,88 km nordwestlich des Diralo Point und 6,9 km nordöstlich des Jordanow-Nunataks auf. Der Punchbowl Glacier liegt nördlich und östlich, der Minsuchar-Gletscher südwestlich von ihm.
Britische Wissenschaftler kartierten ihn 1976. Die bulgarische Kommission für Antarktische Geographische Namen benannte ihn 2012 nach Angelarij, einem Schüler der Slawenmissionare Kyrill und Method und Heiligen der Bulgarisch-orthodoxen Kirche.